# Калко
Ка̀лко (на италиански: Calco, на западноломбардски: Calch, Калк) е градче и община в Северна Италия, провинция Леко, регион Ломбардия. Разположено е на 320 m надморска височина. Населението на общината е 5254 души (към 2014 г.).